# Уэнохара
Уэнохара (яп. 上野原市 Уэнохара-си) — город в Японии, находящийся в префектуре Яманаси. Площадь города составляет 170,65 км², население — 25 461 человек (1 августа 2014), плотность населения — 149,20 чел./км².

## Географическое положение
Город расположен на острове Хонсю в префектуре Яманаси региона Тюбу. С ним граничат города Оцуки, Цуру, Сагамихара, посёлок Окутама и сёла Доси, Косуге, Хинохара.

## Население
Население города составляет 25 461 человек (1 августа 2014), а плотность — 149,20 чел./км². Изменение численности населения с 1980 по 2005 годы:
| 1980 | 27 878 чел. |  |
| 1985 | 27 772 чел. |  |
| 1990 | 27 790 чел. |  |
| 1995 | 30 248 чел. |  |
| 2000 | 30 157 чел. |  |
| 2005 | 28 986 чел. |  |

## Символика
Деревом города считается клён дланевидный, цветком — горечавка шероховатая, птицей — Cettia diphone.